# Opopaea lingua
Opopaea lingua är en spindelart som beskrevs av Michael Ilmari Saaristo 2007. Opopaea lingua ingår i släktet Opopaea och familjen dansspindlar.
Artens utbredningsområde är Israel. Inga underarter finns listade i Catalogue of Life.